# Ludwig Albrecht Gebhardi
Pour les articles homonymes, voir Gebhardi.
Ludwig Albrecht Gebhardi (1735–1802) est un historien allemand. Il est l'auteur de nombreux ouvrages traitant notamment de l'histoire du Danemark, de la Norvège, de la Hongrie et des États slaves.

## Biographie
Fils de l'historien et généalogiste Johann Ludwig Levin Gebhardi (de) (1699–1764), il étudie à l'école Michaelis (de) de Lunebourg, puis à l'université de Göttingen.
En 1785, Ludwig Albrecht Gebhardi est élu membre de l'Académie des sciences de Göttingen. En 1799, il devient historien, bibliothécaire et archiviste de la cour à Hanovre, capitale d'un État du Saint-Empire romain germanique.

## Publications sélectives
- Historische Nachricht von den Ausreitern des Klosters St. Michael in Lüneburg, Lüneburg, 1754.
- Collectanea, Auszüge und Abschriften von Urkunden und Handschriften, welche das Fürstentum Lüneburg betreffen, 1762–1798.
- Geschichte der Königreiche Dänemark und Norwegen, Gebauer, Halle, 1770.
- Genealogische Geschichte der erblichen Reichsstände in Teutschland, Gebauer, Halle, 1776–1785.
- Geschichte des Reichs Hungarn und der damit verbundenen Staaten..., Weidmann & Reich, Leipzig, 1778.
- Älteste Geschichte der Wenden und Slaven und die Geschichte des Reichs der Wenden in Teutschland (= Geschichte aller Wendisch-Slavischen Staaten, Bd. 1), Gebauer, Halle, 1790.
- Geschichte des böhmischen Reichs (= Geschichte aller Wendisch-Slavischen Staaten, Bd. 3), Gebauer, Halle, 1796.
- Geschichte von Mähren und Schlesien (= Geschichte aller Wendisch-Slavischen Staaten, Bd. 4), Gebauer, Halle, 1797.
- Geschichte der Königreiche Galizien, Lodomirien und Rothreussen, Leyer, Pesth, 1804.
- Geschichte der Königreiche Dalmatien, Kroatien, Slavonien, Servien, Raszien, Bosnien, Rama und des Freystaats Ragusa (= Geschichte aller Wendisch-Slavischen Staaten, Bd. 4), Leyer, Pesth, 1805.
- Geschichte des Großfürstenthums Siebenbürgen und der Königreich Gallizien, Lodomerien und Rothreussen, Leyrer, Pesth, 1808.
- Kurze Geschichte des Klosters St. Michaelis in Lüneburg, Capaun–Karlowa, Celle, 1857.